# Рожеві комірці

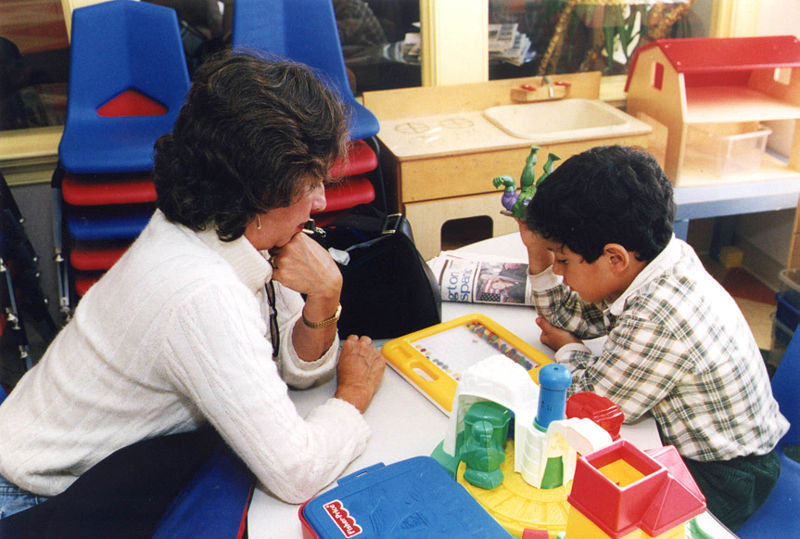
Вчителька інклюзивної освіти допомагає одному зі своїх учнів.

«Рожеві комірці» — працівниці сфер економіки, пов'язаних з доглядом, піклуванням за людьми чи в галузях, які історично вважалися жіночою роботою. Це може включати роботу в індустрії краси, роботу молодшого медичного персоналу, соціальну роботу, викладання, секретарську роботу або догляд за дітьми. Хоча ці посади можуть також обіймати чоловіки, але жінки, зазвичай, переважають у цих сферах, при чому отримують меншу заробітну плату, ніж білі та сині комірці.

## Походження назви
Поняття «рожевий комірець» набуло популярності наприкінці 1970-х завдяки письменниці та соціальній критикині Луїзі Капп Гоу для позначення жінок, які працюють медсестрами, секретарками та вчительками початкових класів. Однак його витоки сягають початку 1970-х, коли Поправка про рівні права була запропонована для ратифікації законодавчими органами кожного із штатів США. На той час цей термін використовувався для позначення персоналу секретарок, а також малокваліфікованого персоналу, яким в основному були жінки. Ці посади не були роботою «білих комірців», але також не були «синіми комірцями», фізичною працею. Тому був створений термін «рожевий комірець», який вказував на те, що це не «білий комірець», але це, тим не менш, було офісною роботою, яку виконували в переважній більшості жінки.

## Професії
Професії «рожевих комірців», як правило, пов'язані зі сферами надання послуг і це робота у роздрібній торгівлі, догляді та освіті (залежно від рівня) та є одними з найпоширеніших професій у США. За оцінками Бюро статистики праці США, станом на травень 2008 року в США працювало понад 2,2 мільйона осіб у сфері обслуговування. Крім того, Доповідь про стан із охороною здоров'я у світі 2011 року Всесвітньої організації охорони здоров'я зафіксувала, що на той час у світі працювало 19,3 мільйона медсестер. У США жінки складають 92,1 % зареєстрованих медсестер, які зараз працюють у медичній сфері.
Професії «рожевих комірців» включають:
- Провідниця поїзда / касирка туалету
- Паркувальниця / охоронниця стоянки

### Архітектура
- Дизайнерка інтер'єру
- Ландшафтна дизайнерка

### Освіта
- Бібліотекарка / вчителька-бібліотекарка
- Помічниця бібліотекаря
- Вихователька дитячого садка
- Спеціальна педагогиня
- Помічниця вчителя

### Охорона здоров'я
- Медична сестра / зареєстрована медсестра
- Помічниця стоматолога / фельдшерка / аптекарка *
- Стоматологиня
- Спеціалістка з психіатричної реабілітації
- Фізіотерапевт4а
- Дієтологиня
- Санітарка

### Управління
- Менеджерка з реклами
- Касирка
- Бухгалтерка
- Маркетологиня
- Менеджерка з управління персоналом
- Юрисконсультка
- Паралегал / помічниця юриста
- Менеджерка зі зв'язків з громадськістю
- Ресепшн / адміністраторка / інформаторка

### Розваги
- Акторка
- Керівниця виробничого підрозділу
- Музикантка

### Мода
- Перукарка / барбер
- Кравчиня / костюмерка
- Косметологиня / візажистка / фахівчиня з манікюру / парфумерка
- Модель
- Особиста стилістка / Стилістка одягу
- Баєрка

### Медіа
- Редакторка журналу

### Сфера послуг
- Камердинерка
- Офіціантка / бариста / бармен
- Стюардеса
- лекторка / екскурсоводка
- Ведуча казино
- Бебісіттерка // няня / доглядальниця /
- Покоївка / прислуга / гувернантка
- Масажистка
- Флористка
- Вожата / координаторка волонтерів / менеджерка з відпочинку
- Сімейна терапевтка / соціальна працівниця
- Туристична агентка
- Організаторка весіль / Організаторка заходів
- Економка / покоївка
- Касирка
- Працівниця прилавку
- Доглядальниця / Особиста помічниця

### Спорт
- Чирлідерка
- Танцюристка / хореографка / вчителька танців
- Інструкторка з фітнесу

## Передумови (у США)
Історично склалося, що жінки відповідали за ведення домашнього господарства. Їх фінансове забезпечення часто залежало від чоловіка, який був головою родини. Жінки-вдови чи розлучені жінки намагалися утримувати себе та своїх дітей.
Західні жінки почали відкривати для себе більше можливостей, коли змінювали своє місце роботи на те, де раніше домінували чоловіки. У середині XIX та на початку XX століть жінки прагнули, щоби до них ставились як до рівних, як до їх колег-чоловіків, що знайшло відображення в документах Конференції в Сенека-Фоллс. У 1920 році американські жінки законно отримали право голосу, що стало поворотним пунктом для руху за жіноче виборче право в США; проте раса та соціальний клас залишалися перешкодою для голосування для деяких жінок.
На рубежі XIX та XX століть велика кількість неодружених жінок у США переїхала до великих міст, таких як Нью-Йорк, де вони знайшли роботу на фабриках та чи у потогінних майстернях із низькою оплатою праці, працюючи на швейних машинах, сортуючи пір'я, скручуючи тютюн та виконуючі інші подібні роботи.
На цих фабриках робітниці часто вдихали небезпечні пари і працювали з легкозаймистими матеріалами. Щоби фабрики могли економити гроші, жінки займалися чищенням та регулюванням обладнання без його зупинки, внаслідок чого жінки отримувади травми і втрачали пальці чи руки. Багато жінок, які працювали на фабриках, отримували мізерну заробітну плату за довгі години роботи в небезпечних умовах і через це жили в злиднях.
Протягом ХХ століття феміністки, такі як Емілі Болч, Джейн Аддамс та Ліліан Волд, виступали за зміну ролі жінок в Америці. Ці діячки створили «сетлемент» та розпочали роботу в імігрантських кварталах з пропонування соціальних послуг жінкам та дітям.
Крім того, жінки поступово стали більше залучатись до церковної діяльності і стали посідати більше керівних посад у різних релігійних товариствах. Жінки, які вступили до цих товариств, працювали з їх членами, деякі з них були штатними вчительками, медсестрами, місіонерками та соціальними працівницями, щоб виконувати свою роботу на керівних посадах. Асоціація соціології релігії була першою, яка у 1938 році обрала очільницею жінку.

### Винахід друкарської машинки
Як правило, посади секретаря займали молоді чоловіки, які використовували її як період учнівства та можливість вивчити основні службові завдання, перш ніж перейти на керівні посади. У 1860-70-х значне поширення друкарських машинок зробило посади секретарів доступнішими для жінок. З меншими пальцями жінок сприймали як більш здатних вправлятися з новими машинами. До 1885 року нові методи конспектування та розширення сфери бізнесу призвели до того, що посади канцеляристок користувалися великим попитом. Наявність секретарки-референтки стала символом статусу, і ці нові посади були відносно добре оплачуваними.

### Перша та Друга світові війни

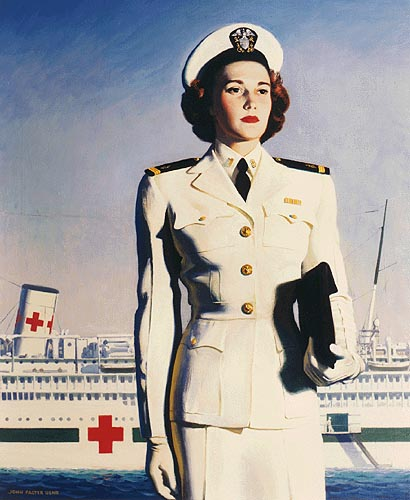
Плакат ВМС США для залучення новобранців часів Другої світової війни, на якому зображена офіцерка Navy WAVES перед шпитальним судном

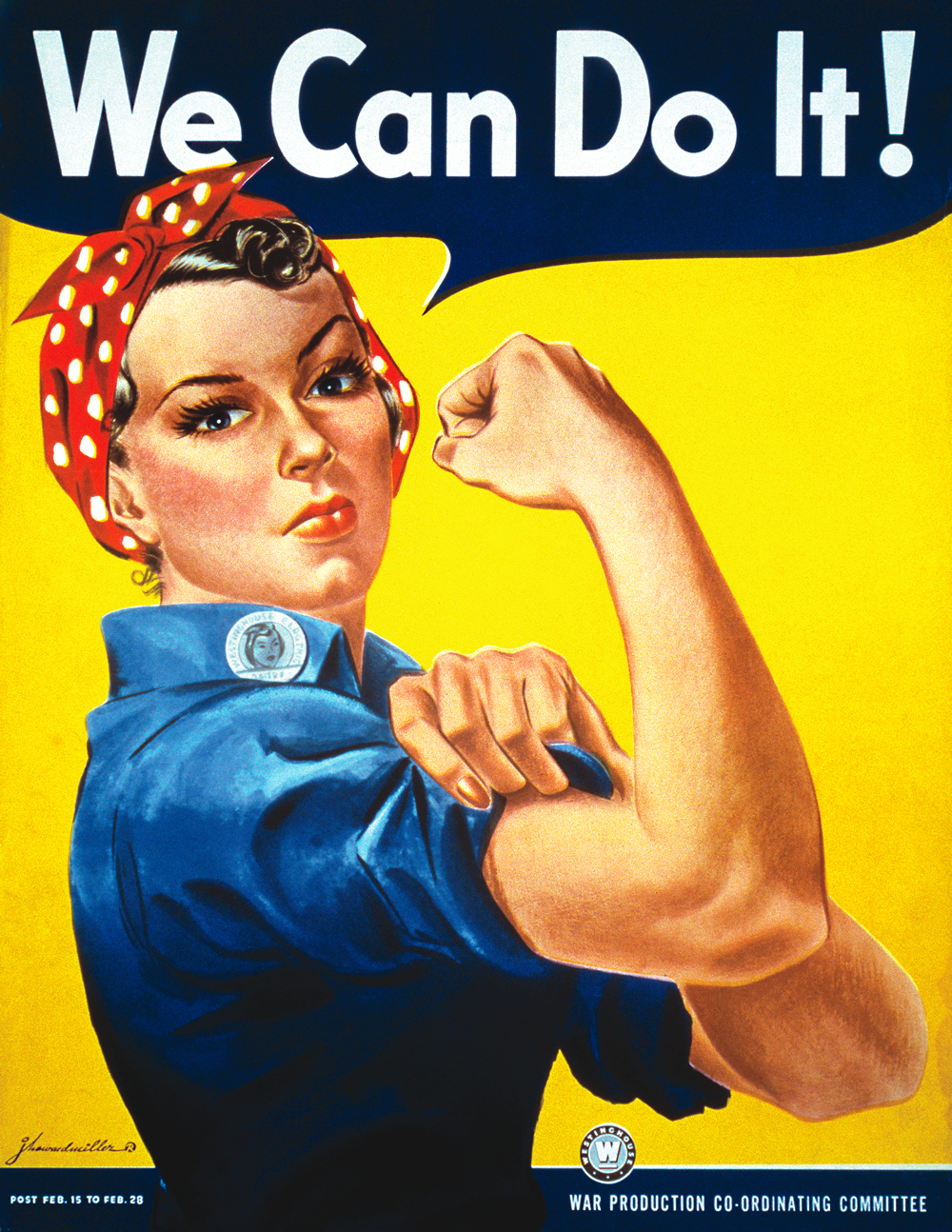
Цей плакат, зроблений у 1942 році під назвою «Ми можемо це!», фіксує культурну ікону епохи Другої світової війни Розі Ріктер як натхненний образ для піднесення морального стану працівниць

Перша світова війна спричинила попит на «рожеву роботу», оскільки військовим був потрібний персонал для написання листів, відповіді на телефонні дзвінки та виконання інших секретарських функцій. Тисяча жінок працювали у ВМС США стенографістками, секретарками та телефоністками.
Крім того, військові медсестри, робота яких вже була «жіночою» і прийнятною професією для жінок, стала поширеною під час війни. У 1917 році Луїза Лі Шуйлер відкрила Школу медсестер у лікарні Беллевью, яка першою готувала жінок як професійних медсестер. Після її закінчення навчання медсестри працювали в лікарнях або переважно в польових госпіталях.
Друга світова війна позначилось появою великої кількості жінок, які працювали на промислових підприємствах, щоб допомогти у військових зусиллях під керівництвом Військової робочої комісії, яка набирала жінок для заміщення робочих місць у військово-промисловому секторі США.
Американки під час Другої світової війни пішли на військову службу і були розміщені в середині країні та за кордоном на виконанні небойових військових завдань або як медичний персонал. Тисяча льотчиць приєдналися до Жіночою служби пілотів Військово-повітряних сил США, 140 тисяч жінок вступили в Жіночий армійський корпус і 100 тисяч жінок приєдналися до ВМС США як медсестери через WAVES, без врахування адміністративного персоналу.

## Жіночий робочий світ ХХ століття (США)

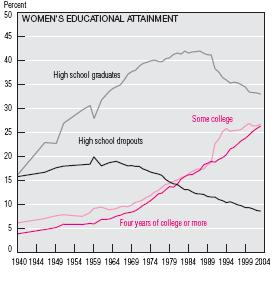
Графік показує збільшення числа жінок, які закінчують середню школу та відвідують коледж із одночасним зменшенням кількості тих, хто кидають школу

Типовою роботою, яку шукали жінки на початку ХХ століття, була робота телефоністкою або операторкою телефонного комутатора. Робота жінок на телефонних комутаторах під час Першої світової війни полягала в тому, що вони мали відповідати на телефонні дзвінки та спілкуватися з нетерплячими абонентами заспокійливим тоном. Працівниці сиділи на табуретах, звернених до стіни з сотнями роз'ємів і крихітними миготливими вогнями. Їм потрібно було швидко працювати, коли лампочка спалахнула, і підключити шнур до відповідного роз'єму. Попри важку роботу, багато жінок хотіли її, оскільки зарплата становила п'ять доларів на тиждень, а також надавалася кімната відпочинку для працівниць під час перерви.
Секретарки також були популярними. Вони мали бути ефективними, жорсткими та працьовитими, при цьому виглядаючи м'якими, поступливими та слухняними. Очікувалось, що жінки будуть захисницями та партнерками своїх керівників за закритими дверима та помічницями на публіці. Цим жінкам пропонувалося ходити до шкіл шарму та виражати свою особистість за допомогою моди, а не продовжувати свою освіту.
Соціальна робота стала професією, в якій домінують жінки, в 1930-х, підкреслюючи групову професійну ідентичність та метод роботи. Соціальні працівниці надавали важливу оцінку для федерального, штатного урядів та місцевого самоврядування, а також як послугу для нужденних під час Великої депресії.
Вчителі початкових та середніх шкіл були жінками, хоча по мірі того, як Друга світова війна поширювалася, жінки почали переходити до на кращу роботу з вищою зарплатою. У 1940 році на посаді вчительки платили менше 1500 доларів на рік і вона становила близько 800 доларів у сільській місцевості.
Науковицям було важко отримати посаду в університетах. Науковиці змушені були обіймати посади в середніх школах, державних або жіночих коледжах, урядових установах та подібних установах, таких як бібліотеки чи музеї. Жінки, які працювали в цих установах та закладах, часто виконували секретарські обов'язки, хоча деякі займали професійні посади, проте ці межі були розмитими. Деякі знайшли роботу як обчислювачки (рахівниці чи «людські комп'ютери»).
Жінок переважно наймали як бібліотекарок, оскільки ця професія професіоналізована та стала жіночою з кінця 19 століття. У 1920 році жінки становили 88 % бібліотекарів у США.
Дві третини співробітників Американського географічного товариства складали жінки, які працювали бібліотекарками, редакторками у видавництві, секретарками, редакторками дослідницьких робіт, редакторками монографій, коректорками, асистентками та продавчинями. Ці жінки прийшли з дипломами відомих коледжів та університетів, і багато з них отримали високу кваліфікацію для своїх посад, але згодом були підвищені на більш престижні посади.
Хоча працівниці не отримували рівної заробітної плати, вони отримували відпустки для навчання в університеті та поїздок за фахом за кошт Американського географічного товариства. Жінки, працюючи на керівних та бібліотечних чи музейних посадах, впливали на інших жінок, стикалися з дискримінацією, намагаючись отримати вищу посаду.
У 1940-х канцелярська робота поширилася, для чого потрібна була більша кількість працівниць, і ця сфера перейшла на комерційне обслуговування. Середня працівниця у 1940-х була старшою 35 років, одруженою і мала працювати, щоб утримувати сім'ю.
Протягом 1950-х жінок навчали, що шлюб та побут важливіші за кар'єру. Більшість жінок пішли цим шляхом через невизначеність повоєнних років. Домогосподарок заохочували мати такі захоплення, як випічка хліба та шиття. Домогосподарка 1950-х мусила бути «просто домогосподаркою», проте виховання привило їй конкурентність та жагу досягнень. Багато жінок продовжували здобувати освіту з почуття власної гідності.

### Оплата праці
Неодружена жінка, яка працювала на заводі на початку XX століття, заробляла менше 8 доларів на тиждень, що сьогодні еквівалентно менше 98 доларам на тиждень Якщо жінка була відсутня на роботі або запізнювалася, то роботодавці карали її, вираховуючи штраф із її зарплати. Ці жінки жили у гуртожитках, за які вони платили 1,50 долари на тиждень, та прокидалися о 5:30 для початку свого 10-годинного робочого дня. Коли жінки отримали можливість працювати в 1920-х, їм платили менше, ніж чоловікам, оскільки роботодавці вважали, що робота жінок є тимчасовою. Також роботодавці платили жінкам менше, ніж чоловікам, оскільки вони вірили в «теорію закріплення грошей», згідно з якою заробіток жінок був другорядним у порівнянні з доходами чоловіків. З огляду на це, жінки зазвичай займали роботу, яка була «набагато менш суттєвою, ніж робота їхніх чоловіків, як за середньою кількістю відпрацьованих годин на тиждень, так і за безперервністю в часі». Працюючі жінки відчували стрес та перевантаження, оскільки вони все ще виконували більшість хатньої роботи та догляду за дітьми. Це залишало жінок ізольованими одна від одної та вразливими до контролю їх чоловіками.
На початку 1900-х заробітна плата жінок становила від 1 до 3 доларів на тиждень, і значна частина з них ішла на проживання. У 1900-х жінки, які чистили тютюн, заробляли 5 доларів на тиждень, половину від того, що платили їх колегам-чоловікам, а швачки заробляли 6 — 7 доларів на тиждень порівняно із зарплатою кравця в 16 доларів. Це відрізнялося від жінок, які працювали на фабриках у 1900-х, оскільки їм платили за виконану роботу без виплати фіксованої щотижневої заробітної плати. Ті, хто рахували кожну копійку, мусили більше працювати, щоби заробляти більше. Жінки, які заробляли достатньо для того, щоб жити, виявили, що неможливо зберегти розмір заробітної плати від заниження, оскільки начальство часто допускало «помилки» при обчисленні виконаної роботи працівниць. Жінки, які стикалися з цим, погоджувались на це через страх втратити роботу. Роботодавці часто відраховували заробітну плату за роботу, яку вони вважали недосконалою, а також за спроби підняти настрій сміхом чи розмовами під час роботи. У 1937 році середньорічна заробітна плата жінки становила 525 доларів порівняно із зарплатою чоловіка в 1027 доларів. У 1940-х дві третини працюючих жінок отримали зменшення заробітку. Середні щотижневі зарплати знизилися з 50 до 37 доларів. Цей розрив у заробітній платі залишався і пізніше незмінним, оскільки жінки в 1991 році заробляли лише 70 % від того, що пдатили чоловікам, незалежно від їхньої освіти.
Пізніше, в 1970-х і 1980-х, коли жінки почали боротися за рівні права, вони боролися проти дискримінації на роботах, де працювали жінки, та в освітніх закладах. У 1973 році середня заробітна плата жінок становила 57 % від зарплати чоловіків, але гендерний розрив в оплаті праці був особливо помітним у «рожевих сферах», де працювала найбільша кількість жінок. Жінки отримували повсякденну, менш відповідальну роботу і часто нижчу зарплату, ніж чоловіки. Ці роботи були одноманітними та механічними, часто схожими на конвеєр.
У 1975 році було проведено дослідження, яке вивчало різницю в оплаті праці неодружених та одружених жінок. Було встановлено, що одружені жінки заробляють значно менше, ніж неодружені жінки, оскільки зарплата неодружених жінок складає до 97 % від заробітної плати неодруженого чоловіка, а одружені жінки заробляють лише близько 62 % заробітної плати одружених чоловіків. Було виявлено, що це потенційно може бути пов'язано з відпусткою у зв'язку з вагітністю та пологами, оскільки жінки потенційно випадають з ринку праці через догляд за дітьми, через що компанії отримують потенційно менший дохід, тому компанії заздалегідь недоплачують жінкам. Проте було виявлено, що жінки зараз частіше стають найманими працівницями чи повертаються на роботу після народження дітей, а не стають домогосподарками-матерями.

### Освіта
Жінки мали труднощі із пошуком задовільної роботи без рекомендацій та освіти. Однак щ розширенням можливостей для здобуття вищої освіти жінки вибороли доступ у до цього суто чоловічі школи, наприклад, військові навчальні заклади США та освітні заклади Ліги Плюща. Освіта стала для суспільства способом перетворити жінку в ідеальну домогосподарку. У 1950-х влада та освітяни заохочували здобуття жінками освіти лише у коледжі, оскільки це мало значення в професійному навчанні для домогосподарств. Коледж готував жінок до майбутньої обмеженої домом ролі, оскільки, хоча чоловіків і жінок навчали разом, після закінчення навчання вони мали інший шлях Освіта починалася як спосіб навчити жінок як бути зручними дружинами, проте вона дозволила жінкам змінити свій світогляд.
Отримати освіту було очікуванням для жінок для отримання роботи, попри те, що їх чоловікам, які обіймали подібні посади, не потрібен був диплом коледжу. Навчаючись у коледжі, жінка брала участь в позакласних заходах, таких сестринство, яке давало окремий простір для жінки, щоб займатись різними видами соціальної роботи, яких від неї очікували.
Однак не вся жіноча освіта проходила в класі. Жінки також отримували освіту через одноліток. За чоловіками та жінками більше не потрібно було наглядати, коли вони наодинці. Знайомства дозволяли чоловікам і жінкам займатися спільними справами, які згодом стануть способом життя.
Нові жіночі організації почали роботу із змін та захисту жінок на робочому місці. Найбільшою та найпрестижнішою з цих організацій була Генеральна федерація жіночих клубів, членкинями якої були консервативні домогосподарки середнього класу. Міжнародний союз робітниць жіночого одягу був утворений після страйку виробників жіночих сорочок у Нью-Йорку в 1909 році. Він з'явився як невелика група з одного магазину і виріс організації, яка об'єднувала 10 тисяч членкинь, назавжди змінивши історію розвитку робітничого руху. У 1910 році жінки об'єдналися з Прогресивною партією, яка прагнула вирішити соціальні питання.
Ще однією організацією, яка виросла серед працюючих жінок, було Жіноче бюро Міністерства праці США. Жіноче бюро регулювало умови для жінок-працівниць. Оскільки жіноча праця стала значною частиною економіки, вплив Жіночого бюро зріс. Бюро наполягало роботодавців скористатися перевагами «сили жінки» та переконувало жінок виходити на ринок праці.
У 1913 році Міжнародний союз робітникць жіночого одягу підписав «протокол в галузі одягу та поясу», який був першим контрактом між працівниками та керівництвом, укладеним сторонніми учасниками переговорів. Контрактом було оформлено розподіл праці за статтю.
Ще одна перемога жінок сталася в 1921 році, коли Конгрес прийняв Закон Шеппарда-Тауннера — заходи соціального забезпечення, призначені для зменшення дитячої та материнської смертності. Це був перший закон про охорону здоров'я, що фінансувався за рахунок федерального бюджету. Закон передбачав виділення грошей на створення медичних центрів для допологової допомоги та догляду за дітьми. Вагітні жінки та діти могли отримувати огляди та медичні поради.
У 1963 року було ухвалено Закон про рівну оплату праці, який став першим федеральним законом проти дискримінації за статтю, визначав рівну оплату праці за однакову роботу та зобов'язував роботодавців наймати жінок-працівниць, якщо вони мають відповідну кваліфікацію.
Профспілки також стали головним засобом для боротьби з несправедливістю щодо жінок. Жінки, які вступили до цих спілок, залишалися до і після роботи, щоб обговорити про переваги профспілки, зібрати внески та створити комісії для перемовин.
Національна адміністрація відновлення була затверджена в травні 1933 року. Переговорні кодекси адміністрації були призначені для відновлення виробництва. Це дало змогу підвищити заробітну плату, скоротило робочий час і вперше збільшило зайнятість, а питання збільшення робочого часу та зменшення заробітної плати були вирішені на користь робітниць. Національна адміністрація відновлення мала свої недоліки, оскільки вона охоплювала лише половину працюючих жінок, зокрема, у промисловості та торгівлі. Адміністрація регулювала умови праці лише для жінок, які мають роботу, і не пропонувала ніякої допомоги для двох мільйонів безробітних жінок, які її потребували.
1930-ті виявилися успішними для працюючих жінок завдяки федеральним програмам допомоги та розвитку профспілок. Вперше жінки не мали покладатися лише на себе, і у 1933 році Федеральний уряд розширив свою відповідальність за жінок-працівниць. У 1938 році Закон про справедливі трудові норми з'явився після кількох успішних страйків. Два мільйони жінок стали до роботи під час Великої депресії, попри негативну громадську думку.

## «Рожеве гетто»
«Рожеве гетто» — це термін, що використовується для позначення роботи, де домінують жінки. Цей термін був введений у 1983 році для характеристики обмежень, які жінки мають для подальшого розвитку своєї кар'єри, оскільки їх робота часто є стресовою і малооплачуваною. Термін «рожеве гетто» — це ще один спосіб охарактеризувати роботу «рожевих комірців». Поняття «рожеве гетто» частіше використовувалося у часи, коли жінки нарешті отримали можливість працювати. Поняття ж «рожеві комірці» стало популярним, коли його у 1970-х популяризувала письменниця та соціальна критикиня Луїза Капп Хау.
Рожеве гетто також описує розміщення жінок-менеджерок на посадах, які не дають їм змоги зайняти посади в радах директорів, тим самим увічнюючи скляну стелю. Сюди входить управління такими сферами, як людські ресурси, обслуговування споживачів та інші сфери, які не наповнюють корпоративний «рахунок». Попри те, що це дозволяє жінкам посідати посади менеджерів, їх кар'єра з часом може зупинитися, і вони можуть бути виключені з верхніх ешелонів.

## Рожеве або оксамитове гетто у зв'язках з громадськістю
Гетто «рожевих комірців», також відоме як «оксамитове гетто» (velvet ghetto) стосується ситуації, коли після отримання жінками роботи у певній сфері на ринку праці, через певний час статус та рівень оплати праці цієї професії починає падати разом із напливом жінок-робітниць. Деякі вчені, такі як Елізабет Тот, стверджують, що це частково є результатом того, що жінки займають ролі технічних працівниць, а не керівні ролі, а тому мають менше можливостей домовлятися про підвищення заробітної плати, а їх роль сприймають як віддану сімейному життю, а не роботі.
Інші вчені, зокрема Кім Голомбіскі, визнають нерівність жінок, особливо жінок кольору та різних класів, частковою причиною цього явища.
Традиційно фемінізм у публічній сфері фокусується на питаннях гендерної рівності, але нова наука висуває твердження, що зосередження на соціальній справедливості краще допоможе жіночим справам у цій галузі. Це приносить ідею інтерсекціонізму в гетто «рожевих комірців». Проблема викликана не тим, чого не вистачає жінкам як професіоналкам, а спричинена більшою соціальною несправедливістю та пов'язаними із цим системами утисків

## Інтеграція чоловіків
Деякі вчені, зокрема Джуді Вайцман, стверджують, що технології давно монополізовані людьми і історично є великим джерелом їхньої сили. Однак більше сучасних чоловіків-«мілленіалів» працюють на посадах рожевих комірців, оскільки технології впливають на роботу «синіх комірців». Машини здатні виконувати багато завдань, якими зазвичай займалися чоловіки на фабриках. У дослідженні 1990 року, проведеному Алланом Г. Гантом і Тімоті Л. Гантом, показано, як промислові роботи впливатимуть як на створення робочих місць, так і на переміщення робочих місць серед некваліфікованих робітників у США. Було зроблено висновок, що вплив безробіття внаслідок поширення робототехніки найбільше відчуватимуть неосвічені, некваліфіковані працівники. Нова технологія у вигляді робототехніки усуває багато напів- або некваліфікованих робочих місць і виключає традиційні чоловічі ролі з ринку праці. Джуді Вайман стверджує, що навички, пов'язані з машинами та силою, асоціюються із маскулінністю. Це означає, що найменш технічні робочі місця (рожеві комірці) асоціюються із жінками. Ці машини, створені чоловіками, використовуючи технологію, яку вони завжди монополізували, тепер витісняють їх і примушують до жіночої роботи «рожевих комірців».
Також було встановлено, що чоловіки, які традиційно претендують на роботу з «рожевих комірців», відчувають дискримінацію та загрозу на своїх робочих місцях. Чоловіки, які займають такі посади (вчителів, медбратів чи вихователів), стикаються з багатьма негативними стереотипами щодо цієї роботи, оскільки чоловіки традиційно розглядаються як суворі, сильні та домінуючі. Цей стереотип негативно впливає на них, оскільки вважається, що жінка на цій же посаді буде більш вихованою, турботливою і загалом краще підходить для неї.